# Dromius meridionalis
Dromius meridionalis är en skalbaggsart som beskrevs av Pierre François Marie Auguste Dejean 1825. Dromius meridionalis ingår i släktet Dromius, och familjen jordlöpare. Arten har ej påträffats i Sverige.